# Avaloni Szent Hugó
Avaloni Szent Hugó vagy Lincolni Szent Hugó (angolul Hugh of Lincoln; 1135/1140–1200. november 16.) lincolni püspök 1186–1200 között, a város katedrálisának építtetője; a reformációig ő volt Becket Tamás után a legismertebb angol szent.

## Élete
Hugó 1135 körül (vagy 1140-ben) született az akkor a Burgundiai Királysághoz tartozó Avalon kastélyában, Dauphiné és Savoya határán (ma Franciaország). Apja, Guillaume, a vár ura burgundiai nemesi házból származott. Anyja, Anne meghalt amikor Hugó nyolcéves volt. Felesége halála után Guillaume visszavonult a világtól a Grenoble melletti Villard-Benoît ágostonos kolostorába. Hugót is magával vitte (a birtokot a szintén Guillaume nevet viselő bátyja örökölte), aki vallásos neveltetést kapott és tizenöt évesen diakónussá szentelték. 1159-ben őt nevezték ki a kolostor alá rendelt Saint-Maximin-i fiókkolostor perjelévé. Miután Villard-Benoît apátjával közösen meglátogatták a karthauzi rend központját, Grande Chartreuse-t, Hugó megkérte a helybeli apátot, Dom Basilt, hogy hadd léphessen át a szigorúbb regulájú karthauzi rendbe. Bár Dom Basil nem bátorította és fölöttese megeskette, hogy nem hagyja el az ágostonos rendet, Hugó úgy vélte hogy esküjét meggondolatlanul és érzelmi túlfűtöttség hatása alatt adta, ezért 1153-ban novíciusként mégis belépett a karthauziakhoz. Egyik első feladata az volt, hogy gondoskodjék egy igen idős és beteg szerzetesről, aki felkészítette őt papi felszentelésére. Hugót feltehetően harmincévesen, a kánonjog által megkövetelt korban szentelték fel. Ezután tíz évig Grande Chartreuse-ban volt szerzetes és a gazdasági ügyeket intéző prokurátori hivatalt is ellátta. 1180-ban kinevezték a karthauzi rend első angliai kolostorának perjelévé. A kolostort II. Henrik király alapította a somerseti Withamban, kárpótlásul azért, mert nem ment el keresztes hadjáratra (amit azért ígért meg, hogy vezekeljen Becket Tamás meggyilkoltatásáért). A kolostor első két perjele meghátrált az alapítással járó nehézségektől (a szerzetesek kezdetben még fedél alá sem tudtak húzódni) és a király személyesen kérte az akkor már nagy hírnévvel rendelkező Hugót. Hugó Grande Chartreuse mintájára építtette fel az új kolostort, ahol a király gyakran meglátogatta (Witham a selwoodi erdő mellett feküdt, amely Henrik egyik kedvenc vadászterülete volt).  

## Püspöki kinevezése
1186-ban Henrik gyűlést hívott össze az eynshami apátságba, hogy döntsenek a megürült püspökségek sorsáról. A tizenhat éve üresen álló lincolni püspöki széket Hugó kapta, ő azonban ragaszkodott ahhoz, hogy ne kinevezzék, hanem a kánonjog szabályai szerint a helyi kanonokok válasszák meg. Egyhangú megválasztása után is csak akkor foglalta el székét, miután Grande Chartreuse apátjától erre engedélyt kapott. Hugót 1186. szeptember 21-én szentelte fel püspökké a westminsteri apátságban Balduin canterburyi érsek. Az új lincolni püspök lendületes munkába kezdett és bebizonyította, hogy az egyház jogait védelmezi a világi hivatalnokok túlkapásai ellen. A méltatlan erdőhasználati szabályok miatt kiátkozta a király főerdészét és megtagadta a király által javasolt udvaronc kanonoki kinevezését. A feldühödött Henrik maga elé idézte a püspököt, aki azonban ügyes szavaival lecsillapította és kieszközölte jóváhagyását Hugó döntéseihez. Hugó hamarosan híressé vált könyörületességéről és jótékonykodásairól, saját kezeivel ápolta a leprásokat is. Ideje nagy részét egyházközségében töltötte és személyesen ismerte a papjait. Püspöki hivatala mellett megtartotta a withami kolostor vezetését is és minden év őszén visszavonult oda egy-két hónapra. 

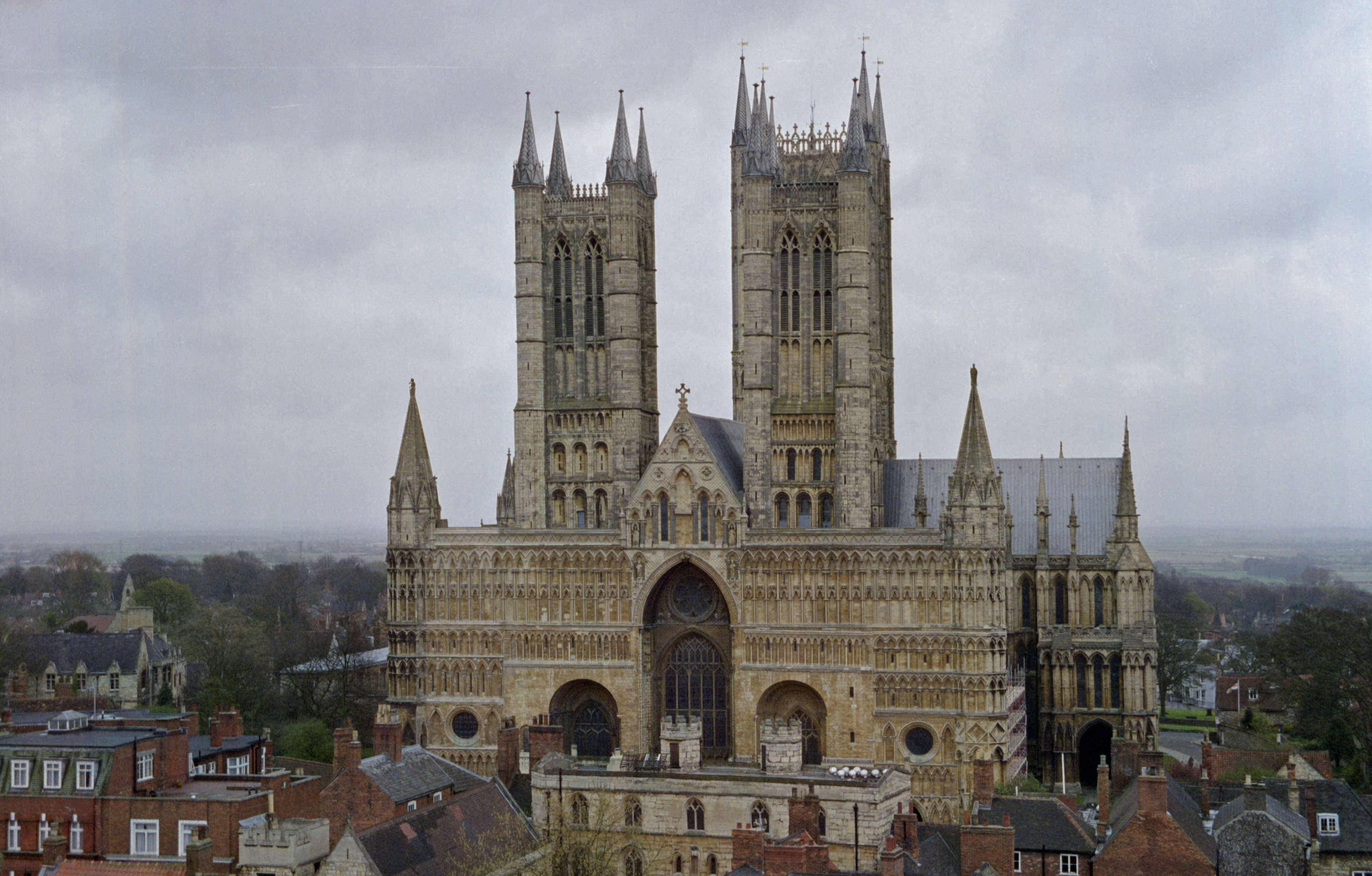
A Hugó által újjáépíttetett lincolni katedrális

1185-ben egy földrengés súlyosan megrongálta a lincolni székesegyházat. Hugó kezdeményezte egy új, hatalmas katedrális megépítését az akkor újdonságnak számító gótikus stílusban.
1188 júliusában Hugó éppen a francia királynál járt követségben, mikor meghalt II. Henrik. Miután visszatért Angliába, részt vett az új király, Oroszlánszívű Richárd koronázásán. 1198-ban Hugó megtagadta, hogy a király rendelkezése szerint 300 lovaggal támogassa annak franciaországi háborúit, mire a feldühödött Richárd elrendelte a püspök javainak elkobzását; a parancsot azonban senki sem merte teljesíteni. Hugó Normandiába utazott, ahol kibékült a királlyal. 1199-ben újabb pénzügyi vitája támadt az uralkodóval, de mire megint átkelt Franciaországba, Richárd meghalt. A püspök védelmezte a Lincolnban nagy számban élő zsidókat is, akik Richárd uralkodása idején rendszeres üldözéseknek voltak kitéve. 
Hugó 1199-ben részt vett János király westminsteri koronázásán, majd államügyekben ismét Franciaországba utazott. 1200 nyarán meglátogatta Grande Chartreuse-t, de miután visszatért Angliába, lázas betegséget kapott és néhány hónappal később, november 16-án a lincolni püspökök londoni rezidenciáján meghalt. A lincolni katedrálisban temették el, koporsóját maga János király is vitte. Temetése napján több csoda is történt. 

## Szentté avatása
1220-ban III. Honoriusz pápa szentté avatta Hugót és maradványait 1280-ban a katedrális déli kereszthajójában felállított arany ereklyetartóban helyezték el. Sírja századokon át Észak-Anglia egyik leglátogatottabb zarándokhelye volt, ám a reformáció idején elpusztult, ereklyéi elvesztek. Avaloni Szent Hugó ünnepnapja november 17-ére esik. Jelképe egy fehér hattyú, mert a történet szerint Hugó hosszan tartó barátságot kötött egy hattyúval, amely még álmában is őrizte őt. 